# 写実画壇
写実画壇（しゃじつがだん）は、日本の美術家の団体。創立1972年11月。「内外世界画壇の雑多な傾向に対し、堅実な写実表現を提唱」して結成された。

## 概要
創立会員は里見勝蔵、遠藤典太、川上尉平、清水練徳、矢橋六郎等43名。第1回写実画壇展は1973年5月、上野の森美術館にて開催。以後、同美術館で毎年春（現在の会期は4月1日から7日）開催され、小林和作、中尾彰、原精一らの出品もみられる。創立以来、会員の作品と少数の招待作家の作品という展覧会の構成は不変。公募制が主流の日本の美術団体展の中で、非公募の展覧会として独自の展開をしている。